# Challenger de Cary II 2021
El torneo Cary Challenger II 2021 fue un torneo profesional de tenis. Perteneció al ATP Challenger Tour 2021. Se disputó en su 8.ª edición sobre superficie dura, en Cary, Estados Unidos, entre el 13 y el 19 de septiembre de 2021.

## Jugadores participantes del cuadro de individuales
| Favorito | País                      | Jugador          | Rank1 | Posición en el torneo        |
| -------- | ------------------------- | ---------------- | ----- | ---------------------------- |
| 1        | Bandera de Estados Unidos | Tennys Sandgren  | 91    | Primera ronda, descalificado |
| 2        | Bandera de Estados Unidos | Denis Kudla      | 92    | Semifinales                  |
| 3        | Bandera de Italia         | Salvatore Caruso | 113   | Segunda ronda                |
| 4        | Bandera de Australia      | Alex Bolt        | 146   | Primera ronda                |
| 5        | Bandera de China Taipéi   | Jason Jung       | 166   | Primera ronda                |
| 6        | Bandera de Estados Unidos | Mitchell Krueger | 175   | CAMPEÓN                      |
| 7        | Bandera de Estados Unidos | Michael Mmoh     | 181   | Cuartos de final             |
| 8        | Bandera de Estados Unidos | Bjorn Fratangelo | 190   | FINAL                        |

- 1 Se ha tomado en cuenta el ranking del 30 de agosto de 2021.

### Otros participantes
Los siguientes jugadores recibieron una invitación (wild card), por lo tanto ingresan directamente al cuadro principal (WC):
- Garrett Johns
- Zachary Svajda
- Luca Stäheli

Los siguientes jugadores ingresan al cuadro principal tras disputar el cuadro clasificatorio (Q):
- Rinky Hijikata
- Aleksandar Kovacevic
- Shintaro Mochizuki
- Alexander Sarkissian

## Campeones

### Individual Masculino
- Mitchell Krueger derrotó en la final a  Bjorn Fratangelo, 6–4, 6–3

### Dobles Masculino
- William Blumberg /  Max Schnur derrotaron en la final a  Stefan Kozlov /  Peter Polansky, 6–4, 1–6, [10–4]